# 索列夫諾瓦尼亞島

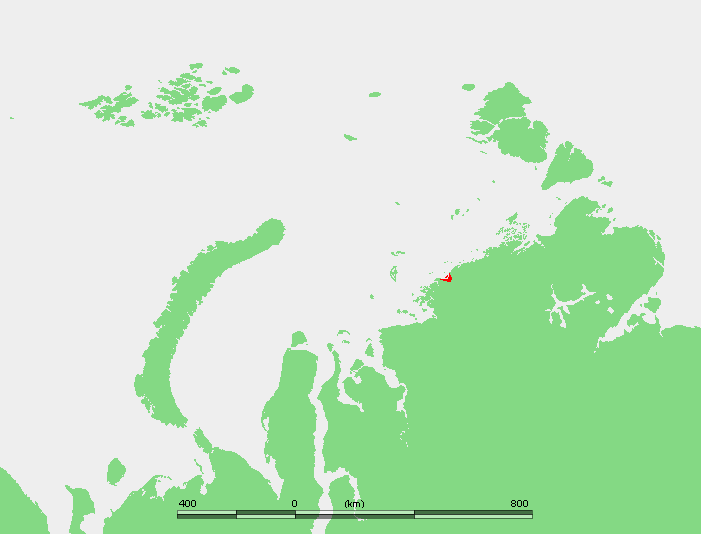

索列夫諾瓦尼亞島是一个位于俄羅斯喀拉海南部的无人居住岛屿，由克拉斯諾亞爾斯克邊疆區負責管轄，该岛坐落在索列夫诺瓦尼亚湾中，位於米哈伊洛夫半島以東，同时也是俄罗斯最大的自然保护区——大北极国家自然保护区的一部分。
主岛大致呈三角形，长度约为8公里，平均宽度为3.5公里，岛中央有一个小湖。该岛距离泰梅尔半岛海岸非常近，仅隔着一条宽约0.5公里的海峡。
索列夫诺瓦尼亚岛附近有两个较小的岛屿。离岸岛屿耶日岛（Ostrov Yezh）长约1公里，位于主岛西南角以西约2公里处。另一个稍大一点，位于主岛南端东南方的一个小封闭海湾中。这些岛屿及其附近海岸位于西伯利亚荒凉的冻原地区。环绕岛屿的海域冬季覆盖着浮冰，只有少数开放水域，气候即使在夏季也十分严酷。
75°10′N 88°10′E / 75.167°N 88.167°E
1. ↑  Mishina）, 尤利娅·米什娜（Yulia. . 透视俄罗斯 | 俄罗斯新闻. 2023-06-07  [2024-10-31]. （原始内容存档于2024-07-12） （中文）.
2. ↑  . Mapcarta.
3. ↑  . meteoblue.   [2024-10-31] （英语）.